# Douglas H. Cooper
Douglas Hancock Cooper (1 november 1815 – 29 april 1879 was lid van parlement van de staat Mississippi, soldaat en generaal in het Confederate States Army tijdens de Amerikaanse Burgeroorlog.

## Vroege jaren
Cooper werd geboren op 1 november 1815 in Amite County, Mississippi.  Zijn vader, David Cooper, was een dokter en dominee voor de baptisten. en zijn moeder was Sarah Davenport. Tussen 1832 en 1834 volgde Cooper les aan de Universiteit van Virginia. Verschillende van zijn klasgenoten waren Carnot Posey, Lafayette McLaws en John B. Magruder die later eveneens generaal zouden worden in het Confederate States Army.
Na zijn studies keerde Cooper in 1835 terug naar "Mon Clova", een plantage in Wilkinson County Mississippi. Hij huwde in hetzelfde jaar met zijn jeugdliefde Mary Collins. Ze kregen samen zeven kinderen.

## Politieke loopbaan
Hij had een korte politieke loopbaan toen hij tussen 1842 en 1844 volksvertegenwoordiger was in het parlement  van Mississippi  voor Wilkinson County. Hij zetelde voor de Whig partij.
Zoals veel Zuiderlingen was hij een groot voorstander van de Mexicaans-Amerikaanse Oorlog. Zo kon, volgens hem, de Verenigde Staten nieuwe gebieden ontsluiten om de plantages en slavernij uit te breiden. Hij lag mee aan de basis van de 1st Mississippi Rifles. Dit regiment werd aangevoerd door Jefferson Davis en Cooper diende als kapitein. Hij nam deel aan de veldslagen van Monterrey en Buena Vista en werd in de rapporten vermeld voor zijn inzet en moed.
Dankzij de hulp van Jefferson Davis, de nieuwe minister van oorlog in het kabinet van president Franklin Pierce, werd Cooper benoemd tot Amerikaans vertegenwoordiger bij de Choctaw. Deze stam werd tussen 1831 en 1833 gedwongen om te verhuizen van hun voorouderlijke gebieden naar wat nu Oklahoma is. Drie jaar later werd hij de vertegenwoordiger bij de Chickasaw die eveneens gedwongen waren om te verhuizen vanuit Missisippi. Dit volk vertrouwde en respecteerde Cooper en namen hem zelfs officieel op in hun stam. In 1858 stelde Cooper een militie samen uit Choctaw en Chickasaw om aanvallen van de Comanche tegen te gaan.

## Amerikaanse Burgeroorlog
Bij het uitbreken van de Amerikaanse Burgeroorlog zwoer Cooper onmiddellijk trouw aan de Geconfedereerde Staten van Amerika. In mei ontving hij een brief van de minister van oorlog Leroy Pope Walker waarin stond dat Cooper de opdracht kreeg om "alle mogelijke maatregelen te nemen om de inheemse stammen in hun territorium te beschermen tegen Noordelijke bemoeienissen." Cooper richtte hiervoor een regiment op, de 1st Choctaw and Chickasaw Mounted Rifles en werd benoemd tot kolonel. Toen het stamhoofd van de Muscogee, Opothleyahola, in november en december 1861 met zijn volgelingen naar Kansas wilde trekken om zich aan te sluiten bij de Noordelijke Staten, zette Cooper de achtervolging in. Er vonden confrontaties plaats bij Round Mountain en Chusto-Talasah,. De Zuidelijken wonnen een klinkende overwinning bij Chustenahlah.
In 1862 nam hij deel aan de veldslagen bij Pea Ridge, Newtonia en Honey Springs. Hij werd bevorderd tot brigadegeneraal op 2 mei 1862 en werd op 29 september 1862 benoemd tot bevelhebber van de Indian Territory. Er begonnen geruchten te circuleren dat hij de steun was verloren van de inheemse stammen. Om dit te weerleggen stuurden verschillende stamhoofden een brief naar president Jefferson Davis om hun persoonlijke steun voor Cooper te onderlijnen. Toen generaal-majoor Sterling Price in 1864 een tweede keer Missouri binnenviel, was Cooper de bevelhebber van de "Indian Brigade". In 1865 werd Cooper benoemd tot hoofd van het Confederate States Bureau of Indian Affairs.
Na de overgave van generaal Robert E. Lees leger bij  Appomattox op 9 april 1865 stortten de geconfedereerde Staten in elkaar. In juni ondertekende Cooper de capitulatie van alle blanke Zuidelijke eenheden in zijn territorium. In april 1866 kreeg hij volledige amnestie nadat hij opnieuw trouw had gezworen aan de Verenigde Staten van Amerika. 

## Latere jaren
Na de oorlog bleef Cooper in het Indian Territory. Hij hielp de lokale stammen met hun landeisen ten opzichte van de Amerikaanse overheid. Op 29 april 1879 stierf hij aan de gevolgen van een longontsteking in Fort Washita en werd op de oude begraafplaats in een anoniem graf begraven.